# Rucervus eldii
Il tameng (Rucervus eldii M'Clelland, 1842), noto anche come cervo di Eld, è una specie di cervo diffusa attualmente soltanto in poche zone di Birmania, Cambogia, Cina (Hainan), India settentrionale (Manipur), Laos, Thailandia e Vietnam.

## Descrizione
Il tameng ha una lunghezza testa-corpo di 1,5-1,8 m, una coda di 20-30 cm e un'altezza al garrese di 114 cm; può raggiungere i 150 kg di peso. Caratteristici di questa specie sono gli impressionanti palchi a forma di arco o di lira, che si dirigono all'indietro formando un'unica lunga curva, con un ramo più piccolo che si dirige in avanti sulla fronte. I palchi vengono rimpiazzati ogni anno, e raggiungono la loro massima estensione (99 cm) durante la stagione degli amori. Questa specie imponente possiede la statura elegante tipica delle specie del genere Cervus, con zampe lunghe e sottili, corpo snello, coda corta e grandi orecchie. Il manto ispido è di colore variabile dal bruno-rossastro al grigio, più chiaro sulle regioni inferiori; assume tonalità più rossastre in estate e più scure in inverno. I maschi sono più grandi e pesanti delle femmine, tendono ad avere una colorazione più scura e possiedono una fitta criniera di lunghi peli attorno al collo. Alla nascita i piccoli hanno il manto ricoperto da macchie bianche che scompaiono con l'età.

## Biologia
Per gran parte dell'anno, le femmine di tameng vivono da sole o in coppia con i propri piccoli, ma durante la stagione degli amori femmine e piccoli si radunano in mandrie composte anche da 50 esemplari. Anche i maschi sono generalmente solitari, tranne che in primavera, quando ha inizio la stagione riproduttiva. In Cina, essa ricorre tra febbraio e giugno, e i piccoli (uno o, occasionalmente, due) nascono tra settembre e gennaio, dopo una gestazione di circa 34 settimane; in India, i piccoli nascono tra metà ottobre e la fine di dicembre. I tameng della Thailandia (R. e. siamensis) e della Birmania (R. e. thamin) si riproducono tra febbraio e aprile e danno alla luce i piccoli tra ottobre e novembre. Come quelle di quasi tutti i Cervidi, le madri, immediatamente dopo la nascita, nascondono il piccolo tra l'erba alta. I giovani vengono svezzati a circa cinque mesi e raggiungono la maturità sessuale tra un anno e mezzo e i due anni di età.
Il tameng è attivo per quasi tutto l'arco della giornata, ma tende a ripararsi all'ombra nelle ore centrali. Effettua brevi migrazioni alla ricerca di acqua durante la stagione secca e alla ricerca di cibo nella stagione delle piogge. Predilige le aree colpite stagionalmente dagli incendi, poiché si nutre dei nuovi germogli che emergono dalle ceneri. La sua dieta comprende una vasta gamma di erbe, frutti, piante erbacee e acquatiche, e talvolta si spinge nelle aree coltivate ai limiti della foresta per brucare riso, lenticchie, mais, piselli e rape.

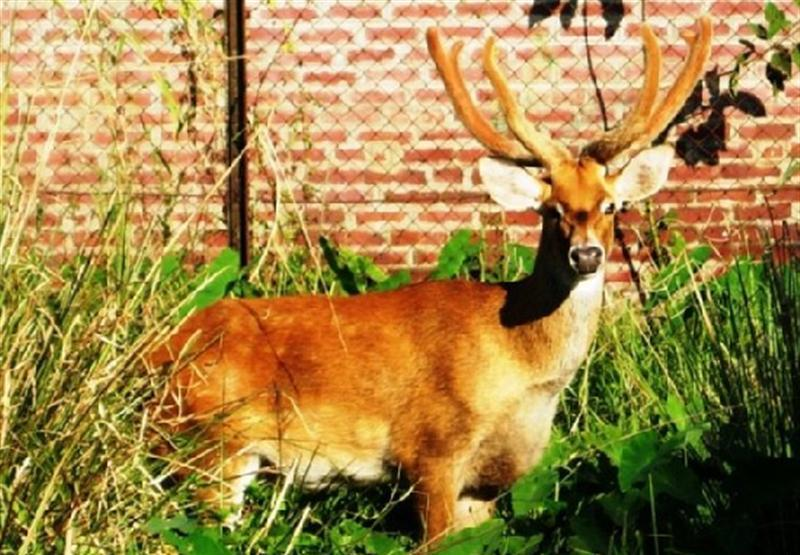
Tameng del Manipur (R. e. eldii).

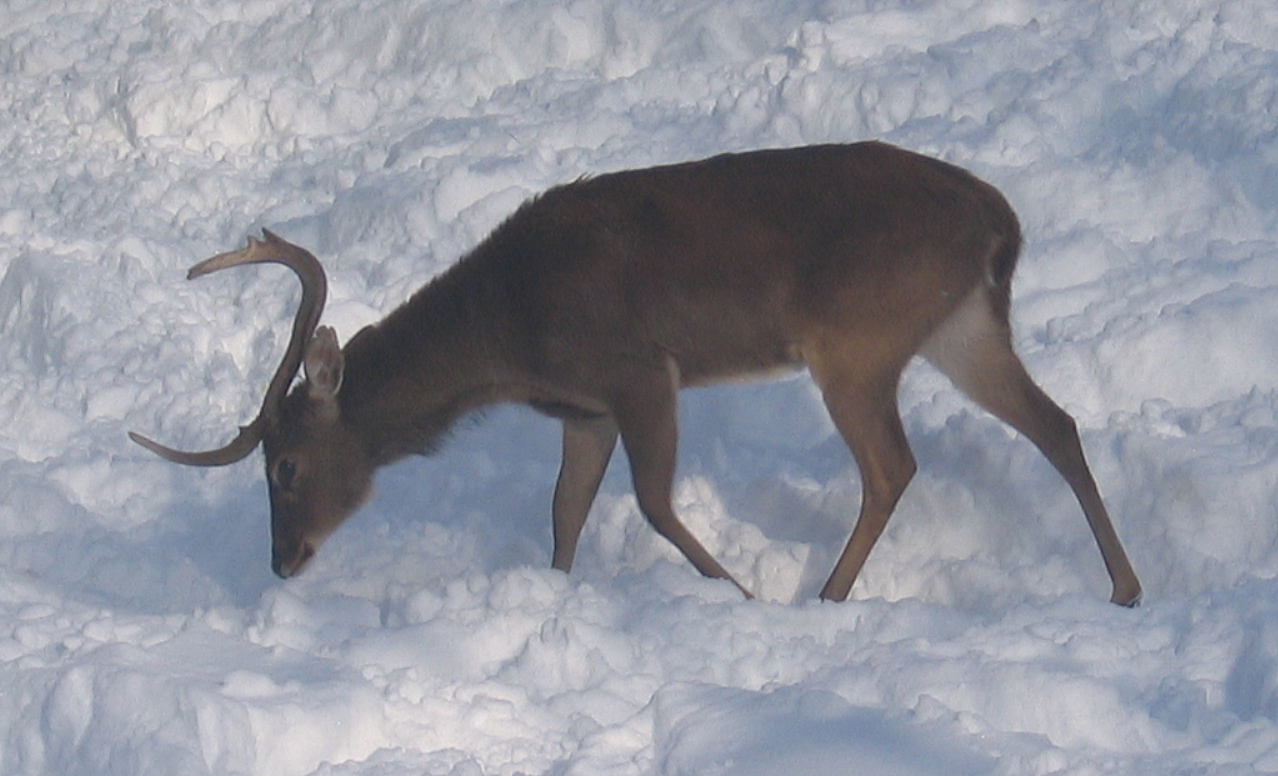
Tameng del Myanmar (R. e. thamin).

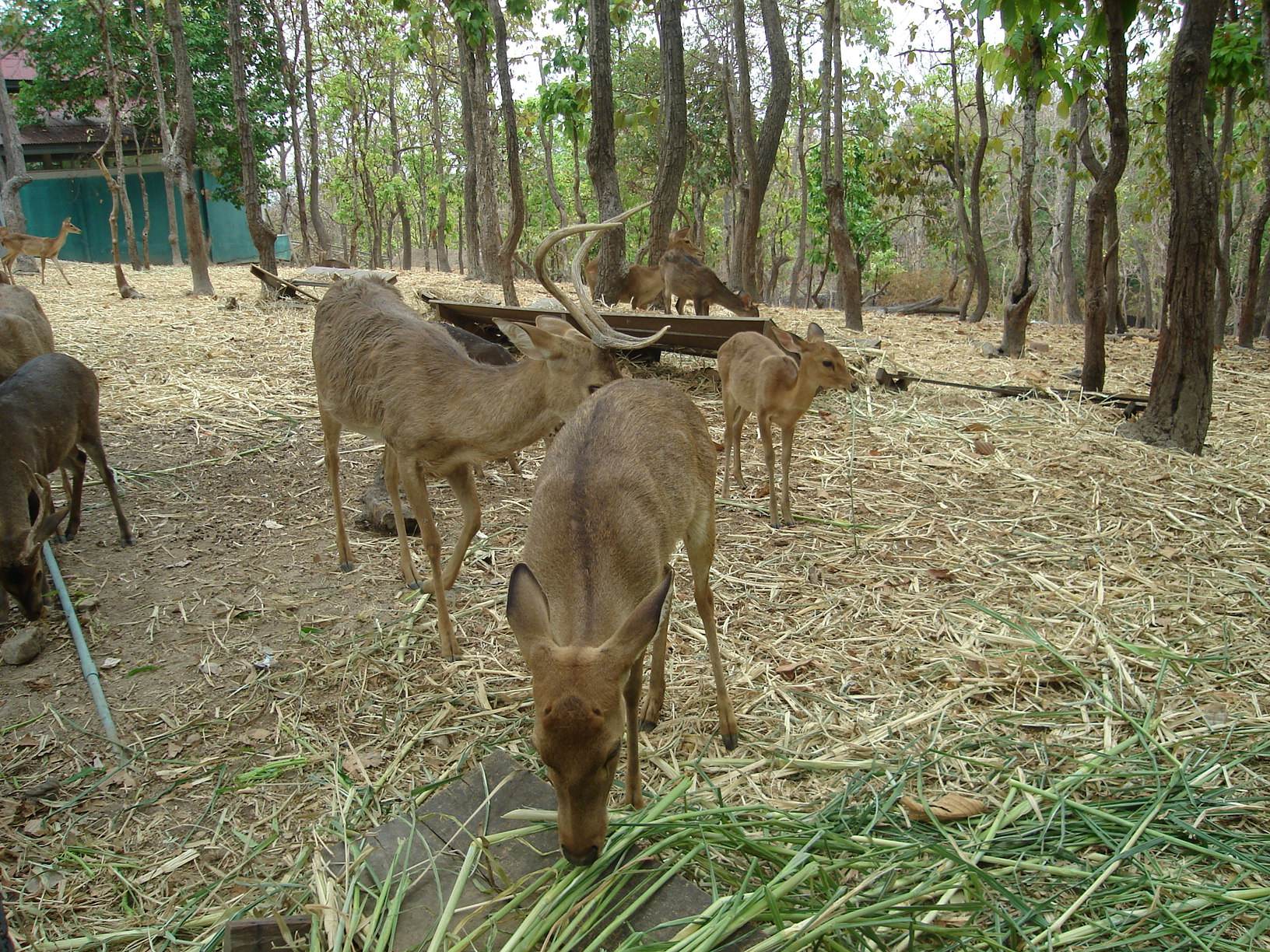
Tameng della Thailandia (R. e. siamensis).

## Distribuzione e habitat
Il tameng è originario dell'Asia meridionale e sud-orientale, e attualmente ne vengono riconosciute tre sottospecie geograficamente isolate. Il tameng del Manipur (R. e. eldii) è confinato a una piccola area del Manipur, in India; il tameng della Thailandia (R. e. siamensis) è presente in Cambogia, sull'isola di Hainan (Cina) e in Laos, mentre è scomparso in Thailandia e Vietnam, dove era presente in passato; il tameng del Birmania (R. e. thamin) vive nelle regioni centrali della Birmania, ma in passato era presente anche nelle regioni occidentali della Thailandia.
Il tameng del Manipur (R. e. eldii) popola le aree di vegetazione galleggianti note come phumdi, mentre le sottospecie di Thailandia (R. e. siamensis) e Birmania (R. e. thamin) abitano foreste secche di dipterocarpi, vallate e pianure (evitando foreste fitte e aree costiere) e, occasionalmente, foreste inondate stagionalmente.

## Tassonomia
Ne vengono riconosciute tre sottospecie:
- R. e. eldii M'Clelland, 1842;
- R. e. siamensis Lydekker, 1915;
- R. e. thamin Thomas, 1918.

## Conservazione
Il tameng viene cacciato in tutto il suo areale per la carne e per i palchi. In particolare, si ritiene che molti esemplari siano stati abbattuti per nutrire gli eserciti che hanno combattuto in molte guerre asiatiche. I palchi impressionanti e il cuoio, venduti nei mercati locali, ne fanno una preda ambita. Anche la distruzione dell'habitat dovuta all'espansione dell'agricoltura ha avuto un serio impatto su questa rara specie. Nel Manipur, la popolazione di tameng del Manipur (R. e. eldii) si è ridotta principalmente a causa della trasformazione delle zone umide in cui vive in pascoli, terreni agricoli e strutture per l'acquacoltura. Solo una minima parte dell'areale della specie è protetta; si ritiene che unicamente l'1% delle foreste protette del Sud-est asiatico sia favorevole alla sua sopravvivenza. Perfino all'interno delle aree protette la specie non è al sicuro. Il santuario naturale di Chatthin, nella Birmania, è una delle ultime roccaforti della specie, ma le foreste di dipterocarpi che ospita continuano a essere abbattute a un ritmo impressionante dalle comunità locali per il legname o per fare spazio a terreni agricoli. Purtroppo, fondi necessari e politiche adeguate per proteggere la specie sono spesso carenti. A causa della distribuzione estremamente frammentata, la specie è inoltre a rischio di inincrocio e perdita della variabilità genetica.
Il tameng è presente in un certo numero di aree protette sparse un po' in tutto il suo areale. L'intera popolazione di tameng del Manipur (R. e. eldii) vive entro i confini del parco nazionale di Keibul Lamjao, nel Manipur, istituita nel 1977 appositamente per proteggere questa sottospecie. Inoltre, gruppi locali hanno contribuito a sensibilizzare l'opinione pubblica e a trovare sostegno per la conservazione. La riserva naturale di Hainan Datian, sull'isola di Hainan, venne istituita nel 1976 allo scopo di favorire il recupero del tameng della Thailandia (R. e. siamensis), e attualmente la popolazione ivi ospitata cresce ogni anno di circa il 15%. Essa, infatti, è divenuta così numerosa che un gran numero di esemplari è stato trasferito in altre parti dell'isola. I santuari naturali di Kyatthin e Shwesettaw sono stati istituiti nella Birmania per proteggere la sottospecie endemica (R. e. thamin), e a partire dal 1995 è all'opera un progetto per sensibilizzare l'opinione pubblica locale circa la situazione del cervo e lo stato di protezione del santuario naturale di Kyatthin. Popolazioni in cattività sono presenti un po' in tutto il mondo, ma in esse l'inincrocio è frequente e sono necessari progetti cooperativi di incroci incrociati per aumentare in esse la variabilità genetica e poterle, in futuro, inserirle in programmi di reintroduzione in natura.